# Passaggio di Agate

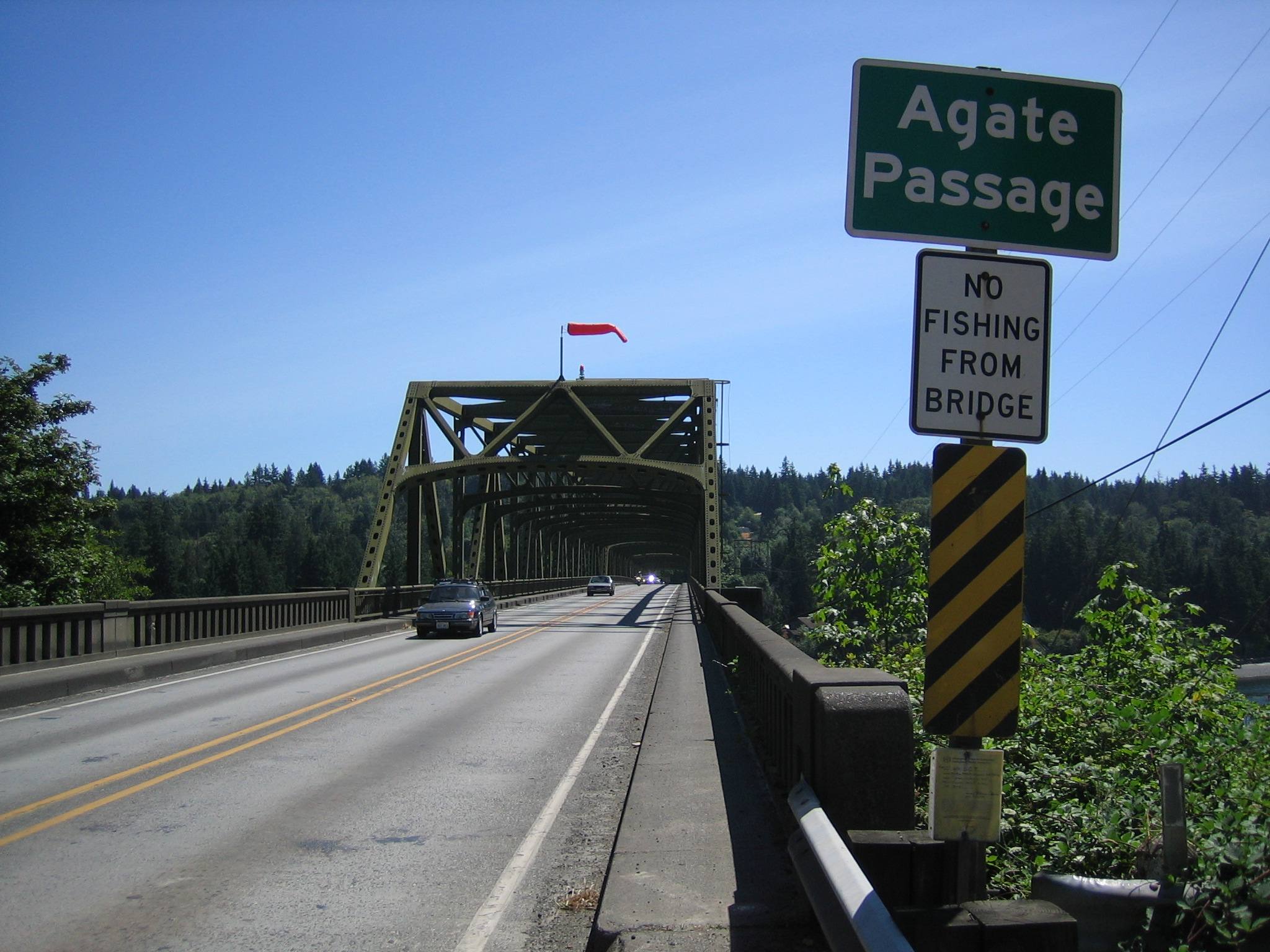
La strada statale 305 dello stato di Washington passa sul ponte del Passaggio di Agate.

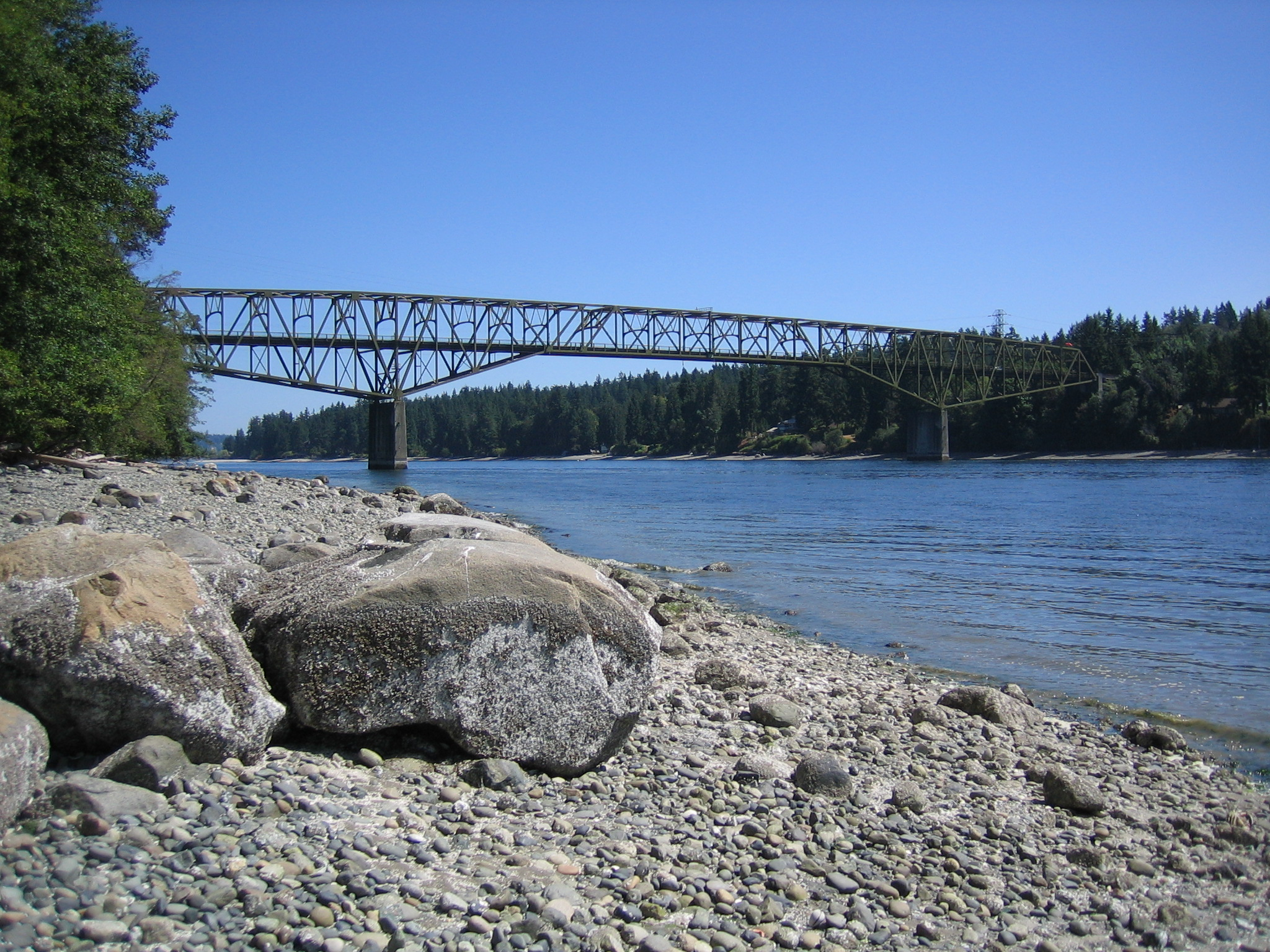
Il ponte del Passaggio di Agate visto dal basso.

Il passaggio di Agate è uno stretto passaggio caratterizzato da una forte corrente di marea, situato nello stretto di Puget, nello stato americano di Washington, nella costa nordoccidentale degli Stati Uniti d'America. Collega Port Madison con la Contea di Kitsap.

## Caratteristiche
-È situato tra Bainbridge Island e la penisola di Kitsap, nelle vicinanze della località di Suquamish. In direzione sud conduce verso Bremerton, estendendosi linearmente per circa 1,5 km in direzione sudovest con una profondità media di circa 6 metri.
Le sponde sono abbastanza ripide e coperte di alberi. La costa è per lo più rocciosa e contornata di alghe brune chiamate "kelp", fino a Point Bolin. Le correnti di marea possono raggiungere la velocità di sei nodi; la corrente montante è in direzione sud-ovest, mentre la corrente scendente è nella direzione opposta, nord-est.
Il tradizionale insediamento invernale della popolazione Suquamish era situato sul passaggio di Agate. Qui si trovava la Old Man House, la più grande casa lunga dello stretto di Puget, e il masso erratico con incisioni rupestri chiamato Haleets. Il passaggio era ignoto ai non nativi fino al 1841, quando fu scoperto durante la United States Exploring Expedition, nota anche come spedizione Wilkes dal nome del suo comandante. Fino ad allora gli europei avevano ritenuto che Bainbridge Island fosse una penisola.
Nel 1950 fu costruito il ponte del passaggio di Agate, per collegare Bainbridge Island alla penisola di Kitsap. Il ponte è ora incluso nel National Register of Historic Places, il registro dei luoghi di importanza storica degli Stati Uniti.

## Etimologia
Il passaggio di Agate ricevette l'attuale denominazione dal Lt. Charles Wilkes della U.S. Navy che lo chiamò così nel 1841 in onore di Alfred Thomas Agate, uno dei membri della United States Exploring Expedition di cui Wilkes era il comandante.